# Alonso de Alcalá y Herrera
Alonso de Alcalá y Herrera (Lisboa, 1599-Alcalá de Henares, 1682), escritor hispanoportugués, hijo de los nobles toledanos D. José de Alcalá y Herrera y Da. Inés de Robles, que no debe confundirse con su homónimo Alonso de Alcalá (hebraísta), médico judeoconverso que en 1520 revisó el texto hebreo de la Biblia Políglota Complutense. Fue tío-abuelo del gramático portugués Jerónimo Contador de Argote (1676-1749).

## Biografía
De origen castellano, nació en Lisboa y compaginó su trabajo como comerciante con el cultivo de la literatura más artificiosa del Barroco. Entre sus libros de poesía se encuentran Jardim anagrammatico de Divinas Flores Lusitanas, Hespanholas e Latinas (Lisboa, 1654). Incluye 683 anagramas en prosa y verso y 6 himnos cronológicos; semejante carácter presenta su Novo modo, curioso, tratado e artifício de escrever assim ao divino como ao humano com uma vogal somente, excluindo quatro vogais (Lisboa, 1679, partes I y II). Contiene 12 décimas, 5 en español y 7 en portugués. Otra obra poética menos manierista es su Corona y ramillete de flores salutíferas (Zaragoza, 1682).
Más conocida fue, sin embargo, una curiosa colección de novelas cortesanas sus Varios effetos de amor en cinco novelas exemplares (1641). De cada una de ellas hizo un lipograma o escritura de un texto extenso sin una letra concreta, en este caso una vocal: la A (Los dos soles de Toledo), la E (La carroza con las damas), la I (La perla de Portugal), la O (La peregrina eremita) y la U (La serrana de Sintra). Si bien suele aceptarse la atribución de las cinco novelitas a este autor, algunos atribuyen con poco fundamento la cuarta a Isidro de Robles y la quinta a "Un ingenio de esta corte" o directamente la mayoría a Francisco de Navarrete y Ribera; el bibliógrafo Palau dice, sin embargo, que Isidro de Robles las reprodujo con otras novelas bajo el título Varios prodigios de amor en once novelas ejemplares, con abultado caudal de ediciones, lo cual, junto a la rareza de la edición de Alcalá y Herrera, pudo explicar la falsa atribución; algunas de estas novelas se publicaron incluso independientes o en otras colecciones, como la titulada Cinco novelas de apacible entretenimiento y Novelas antiguas de peregrinos ingenios españoles.

## Obras
- Varios effetos de amor en cinco novelas exemplares (1641)
- Jardin anagramático de divinas flores lusitanas hespanholas y latinas (Lisboa, 1654)
- Corona y Ramillete de Flores salutiferas, antidoto del alma (1677 y Zaragoza, 1682)
- Novo modo, curioso, tratado e artifício de escrever assim ao divino como ao humano com uma vogal somente, excluindo quatro vogais (Lisboa, 1679, partes I y II).